# Тибелюс вузький
Тибелюс вузький (Tibellus oblongus) — вид павуків родини філодромових (Philodromidae).

## Поширення
Вид поширений в Європі, Північній Африці, на Близькому Сході, Кавказі і Закавказзі, в Середній і Північній Азії на схід до Японії. Живе у різноманітних біотопах, але віддає перевагу добре освітленим сонцем ділянкам, таким як вологі луки, набережні або пустелі, особливо на піщаному ґрунті.

## Опис
Тіло завдовжки 8—10 мм. Зовні схожий на павуків з роду Tetragnatha (Tetragnathidae) своїми витягнутим живіт і ногами, притиснутими до тіла в стані спокою. Основне забарвлення самиці — світло-жовто-коричневе, посередині спереду і ззаду тіла є темно-коричнева поздовжня смуга, боки живота також затемнені, між темними поздовжніми смугами є світліші, вужчі поздовжні смуги і в задній частині живота дві або рідше чотири чорні точки. Самець забарвлений набагато темніше і контрастніше. Основний колір самця — світло-сірий із майже чорними поздовжніми смугами.